# Antarktická deska

Modrá barva ohraničuje Antarktickou desku.

Antarktická deska je litosférická deska, která pokrývá oblast kontinentální Antarktidy a přilehlé moře a části oceánů. Sousedí s litosférickými deskami Nazca, Jihoamerickou, Africkou, Australskou, Pacifickou deskou a deskou Scotia.
Dosahuje rozlohy okolo 60 900 000 km2, což ji řadí na pátou největší tektonickou desku na světě. Deska se pozvolna zasunuje pod oblast Atlantského oceánu rychlostí 1 cm/rok. V oblasti jižního Pacifiku deska přirůstá rychlostí 66–88 mm/rok.